# Migas turolenses

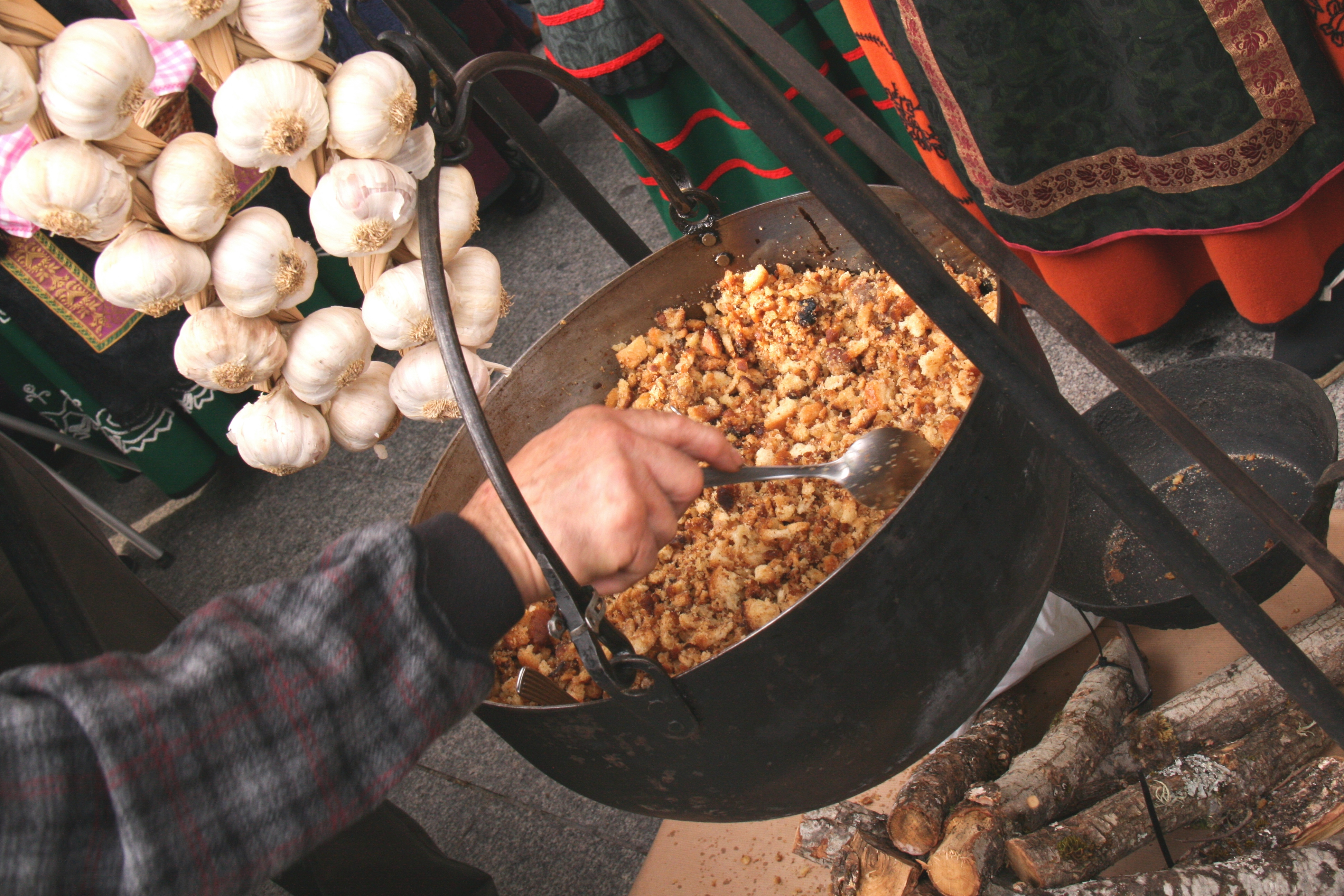
Preparación de las migas en un caldero.

Las migas turolenses  es un plato de migas elaborado tradicionalmente en Teruel. Se trata de un plato típico turolense que consiste tradicionalmente en unas migas viudas (es decir que no poseen contenido de carne), aunque las versiones más modernas incluyen picadillo de jamón o chorizo.

## Características
Es un plato que se elabora en dos etapas. En la primera se desmenuza un pan duro (que por regla especial es típico para estas migas). Es preferible la corteza del pan que la miga (denominado: cuscurros). Estas migas se humedecen en una salmuera durante toda una noche. Al día siguiente, una media hora antes de ser servidas, se fríe en una sartén unos ajos y antes de dorarse se retiran. Con el aceite saborizado a ajo se fríen las migas en remojo. Al finalizar se suelen añadir unos tacos de jamón, a veces trozos de chorizo, panceta de cerdo, etc e incluso una vez servidas en el plato, se pueden adornar con algunas uvas con el objeto de hacerlas más refrescantes y más digestivas.   